# 장뤼크 크레티에
장뤼크 크레티에(프랑스어: Jean-Luc Crétier, 1966년 4월 28일~)는 프랑스의 은퇴한 알파인 스키 선수이다. 올림픽에 4회 참가하였으며, 1998년 동계 올림픽 남자 활강 부문에서 금메달을 획득했다.